# Palazzo Chaves del Monte

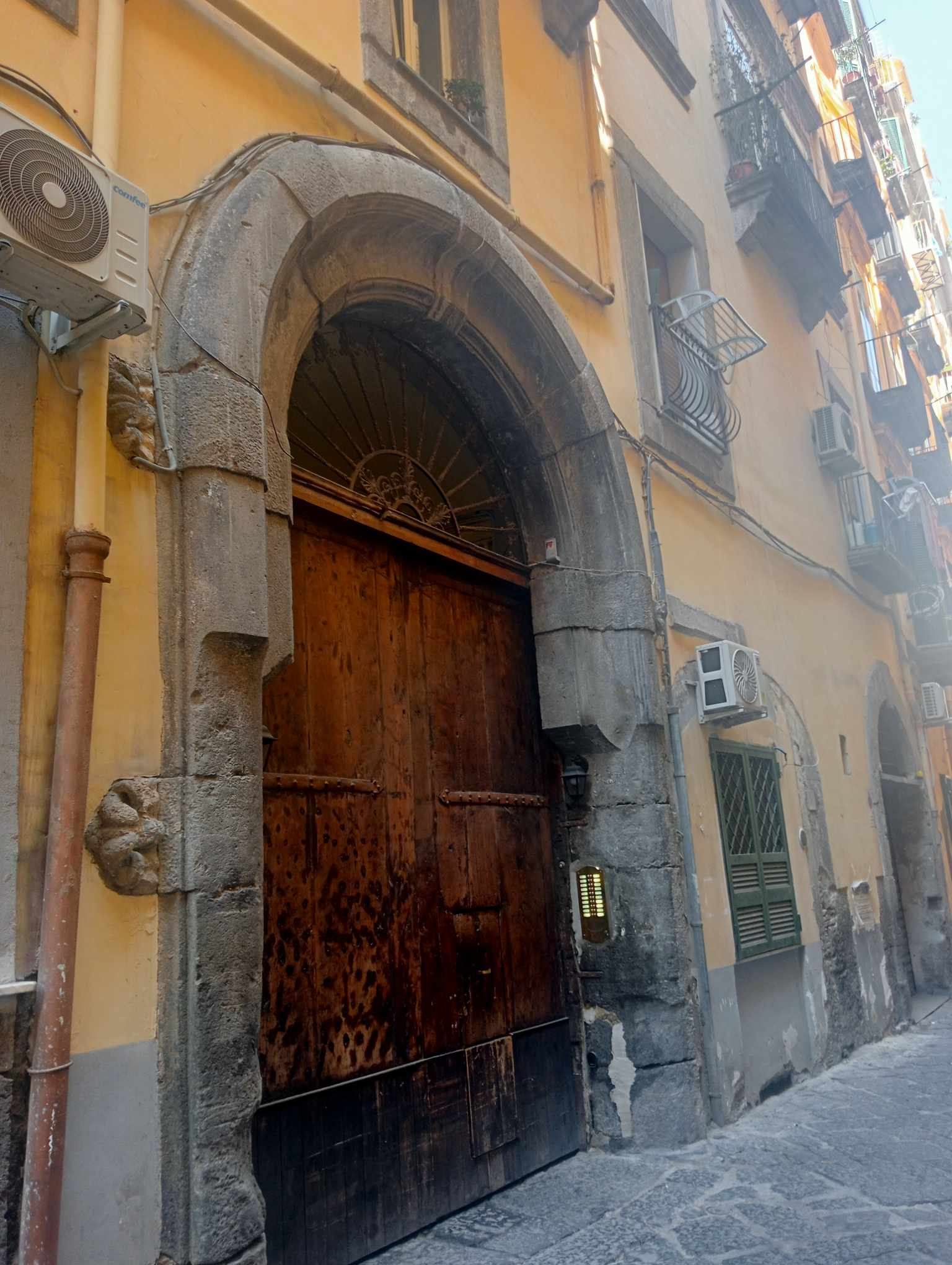
Palazzo Chaves del Monte in Neapel, Eingangstor

Der Palazzo Chaves del Monte ist ein Palast aus dem 16. Jahrhundert im Viertel San Ferdinando von Neapel in der italienischen Region Kampanien. Er liegt im Vico Santo Spirito di Palazzo, 37, in der Nähe der Piazza del Plebiscito.

## Geschichte
Der Palast wurde sicherlich in der zweiten Hälfte des 16. Jahrhunderts erbaut, in einer Phase, in der sich die Stadt stürmisch nach Westen ausdehnte. Durch die Zählung der Anwesen auf dem Hügel von Pizzofalcone, die Antonio Galluccio 1689 durchführte, wissen wir, dass der Palast 1619 vom großen spanisch-neapolitanischen Maler Jusepe de Ribera gekauft wurde.
Im Laufe des 18. Jahrhunderts wurde er zur Residenz der Familie Chaves del Monte, die den Architekten Luca Vecchione mit Erweiterungsarbeiten betraute. An den Arbeiten waren verschiedene Baumeister und Künstler beteiligt, darunter Baldassare Sperindeo, der sich mit den Balkonen aus Piperno beschäftigte, und Nicola Caporotunno, einem Ornamentenmaler, der Dekorationsarbeiten in den Innenräumen durchführte. Im französischen Kataster von 1815 befand sich der Palast immer noch in Besitz der Familie Chaves del Monte und so dürfen wir annehmen, dass die Verwandlung in ein Mietshaus in der Zeit nach der Vereinigung Italiens stattfand.

## Beschreibung
Der Palast zeigt zum Vico Santo Spirito di Palazzo eine nüchterne Fassade mit drei Stockwerken. Im Erdgeschoss öffnet ich ein mächtiges Portal aus Piperno, einem Material, das auch die Rahmen aller Fenster und die drei Balkone des ersten Obergeschosses kennzeichnet. An den Empfangssalon schließt sich der Innenhof an, an dessen rechter Seite die alte Treppe zu den Wohnungen führt.
Heute befinden sich Privatwohnungen in dem Haus, das in gutem Erhaltungszustand ist.